# Park Dome Kumamoto
Il Park Dome Kumamoto è un palazzetto dello sport in Giappone.

## Storia
Nel 2019 ha ospitato il campionato mondiale femminile di pallamano.